# Polaco
Polaco és un malnom emprat a Espanya per definir els catalans com a col·lectiu o llur llengua. Polaco té connotacions força despectives, catalanòfobes, i va patir un notable auge a mitjan segle xx -sobretot durant el franquisme- per sectors falangistes, militars o nacionalistes espanyols. El fet d'aplicar-se vers un col·lectiu amb una cultura i llengua diferenciades pertanyent a un territori específic dins l'Estat fa que el malnom assenyali una minoria nacional, un sentit fòbic que és reforçat per la repressió franquista de la cultura catalana.
En l'actualitat s'empra més aviat poc, col·loquialment, i es tracta en tot cas d'un adjectiu políticament incorrecte que es pot interpretar com un insult.

## Etimologia
Tot i que cap de les teories és gaire clara, dues de les possibles etimologies de l'adjectiu polaco (no pas polonès) en la seva versió castellana, remeten a una vinculació històrica entre Catalunya i Polònia (per altra banda força estrambòtica i inversemblant), fent-nos remuntar als segles XVIII o XIX.
- La primera teoria afirma que aquest malnom fou una conseqüència directa de la participació, durant la guerra de Successió, d'un batalló polonès de mercenaris al bàndol austriacista (amb catalans, britànics i holandesos) i d'aquí que "polaco" fos l'insult contrari al "botifler" dels filipistes, que militaven al bàndol contrari. En acabar la contesa, eixamplant el seu ús, a Castella es va popularitzar l'ús del terme despectiu polaco per referir-se als catalans i la seva llengua, que es feia difícil d'entendre i s'assimilava, d'aquesta forma, al polonès.[cal citació]
- La segona teoria és més contemporània i afirma que aquest malnom fos un mot associat al gabinet ministerial del comte Luis Sartorius, a qui s'atribuia, erròniament, origen polonès, que fou molt impopular (els membres del seu govern eren anomenats "los polacos") pels impostos i la corrupció, i on participà el català Jacint Feliu Domènech i Sastre (ministre d'Hisenda i exalcalde de Barcelona). Aquesta espècie de ministeri català fou tristament famós. Els constants cessaments, nomenaments, ascensos civils o militars i tota l'obra d'aquest gabinet, foren titllats de "polacades", fent-ne una comparació amb la disbauxa del Govern polonès dels últims anys de l'anomenada "Rzeczpospolita" a nivell popular a Polònia, és a dir, de l'últim estat polonès que va existir abans de la partició feta pels països veïns: Prússia, Àustria, i Rússia.[5]

Cartell republicà "Aixafem el feixisme"

- Cartell republicà "Aixafem el feixisme"Una teoria més recent és la plantejada al llibre "Racisme i supremacisme polítics a l'Espanya contemporània",[6] basada en la identificació per part del nacionalisme espanyol del primer terç del s. XX dels catalans amb els jueus, bé de forma al·legòrica, bé de forma real en tant que posseïdors de "rastres semítics". Sense raó aparent, a la premsa franquista de la guerra civil i postguerra, hom hi pot trobar nombroses notícies referides als jueus polonesos. Durant la guerra civil hi ha una col·laboració fluida entre el franquisme i el nazisme, i coincidint en el temps la campanya franquista contra Catalunya i els preparatius per a la invasió nazi de Polònia, hom pot veure una coincidència entre el nombre de jueus polonesos (als qui els nazis anomenaven pollaken en comptes de juden o polnischer) i el nombre de catalans. La convivència de tropes alemanyes i espanyoles, i la triple identificació: "ètnica", de nombre, i d'objectiu militar, hauria ocasionat els malnoms a catalans i a jueus polonesos.

## Ús
Entre les diferents referències insultants als catalans emprades en castellà, com ara "catalufos", "catalinos", "catalardos" o les seves variacions escatològiques, no són tan esteses com "polacos". Alhora, mentre que "catalufos" o "catalardos" es llancen a l'engròs amb rerefons politicoètnic, aplicat als catalans des del nacionalisme espanyol, el terme "polacos" és més dúctil, i comprèn des de la ironia paternalista, al menyspreu, i àdhuc l'agressivitat. El nom s'utilitza majoritàriament en castellà parlat, encara que esporàdicament també apareix per escrit, essent típic del llenguatge col·loquial, però de vegades pot aparèixer en castellà literari.
Actualment, les circumstàncies d'ús més conegudes són els càntics col·lectius als recintes esportius, normalment per part d'aficionats que donen suport als equips que competeixen contra el FC Barcelona. En aquest sentit, no és estrany escoltar càntics en els partits de futbol o bàsquet jugats a Madrid, com ara "bote, bote, bote, polaco el que no bote", modificació de "bote, bote, bote, maricón el que no bote", ja de per si ofensiva en molts sentits (val a dir que hi ha la correspondència amb el càntic en sentit contrari "boti, boti, boti, espanyol qui no boti").
També hi ha casos de personalitats públiques que han emprat el terme, com ara l'escriptor Antonio Gala Velasco, o l'antic president del Reial Madrid, Ramón Mendoza Fontela.

## Curiositats

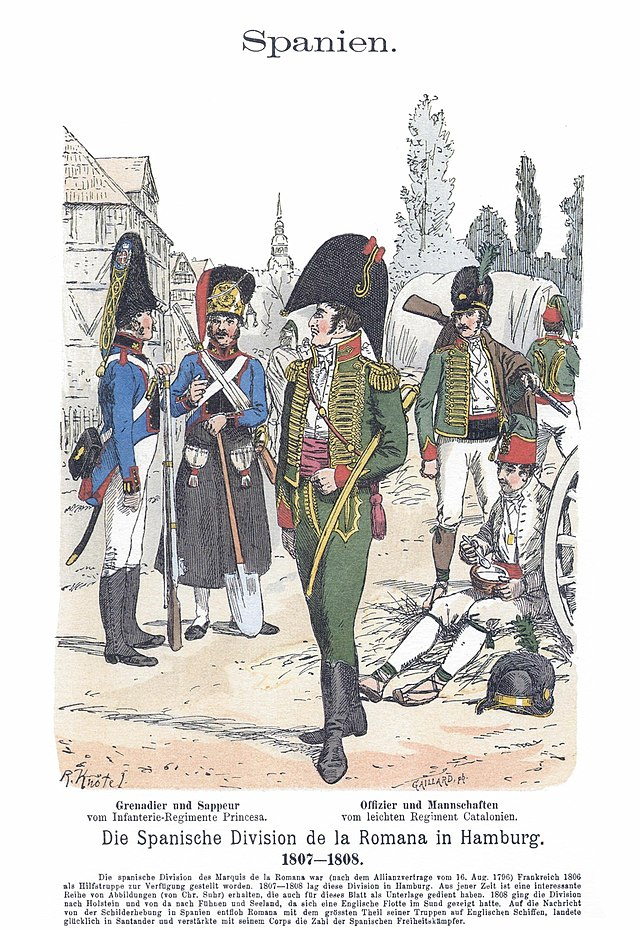
Soldats del Regiment Catalunya (a la dreta) a la Grande Armée durant la campanya rusa, on lluitaren al costat de tropes poloneses.

El fet d'anomenar polacos als catalans i veure Catalunya com Polònia també s'ha volgut vincular per alguns sectors nacionalistes al fet que Catalunya sigui una nació hipotèticament semblant a Polònia, per causa que sempre va restar repartida entre les ambicions territorials d'Alemanya, Àustria i Rússia. En aquest sentit, hom ha volgut veure la repartició de Catalunya entre Espanya i França (si s'hi inclouen les comarques del Rosselló, el Vallespir, el Conflent, el Capcir i la meitat nord de la Cerdanya).
D'altra banda, el fet que un popular programa d'humor i sàtira política de TV3 s'anomeni precisament Polònia -identificant Catalunya i la seva classe política amb la Polònia comunista de la segona meitat del segle XX- és una manera de prendre's amb humor el malnom que alguns espanyols dediquen als catalans.